# Labdia deliciosella
Labdia deliciosella là một loài bướm đêm thuộc họ Cosmopterigidae. Nó được tìm thấy ở Úc, bao gồm Bắc Úc, Queensland và New South Wales.
Sải cánh dài khoảng 20 mm. bướm lớn có cánh trước màu vàng với một khu vực màu nâu lớn tại các cuống có có chứa các dải màu kim loại mỏng màu xanh biển. Đầu mút cánh màu đen.
Ấu trùng đục thân câyf Acacia perangusta các mụn cây của loài Eriosoma lanigerum ở Malus pomone.

## Hình ảnh

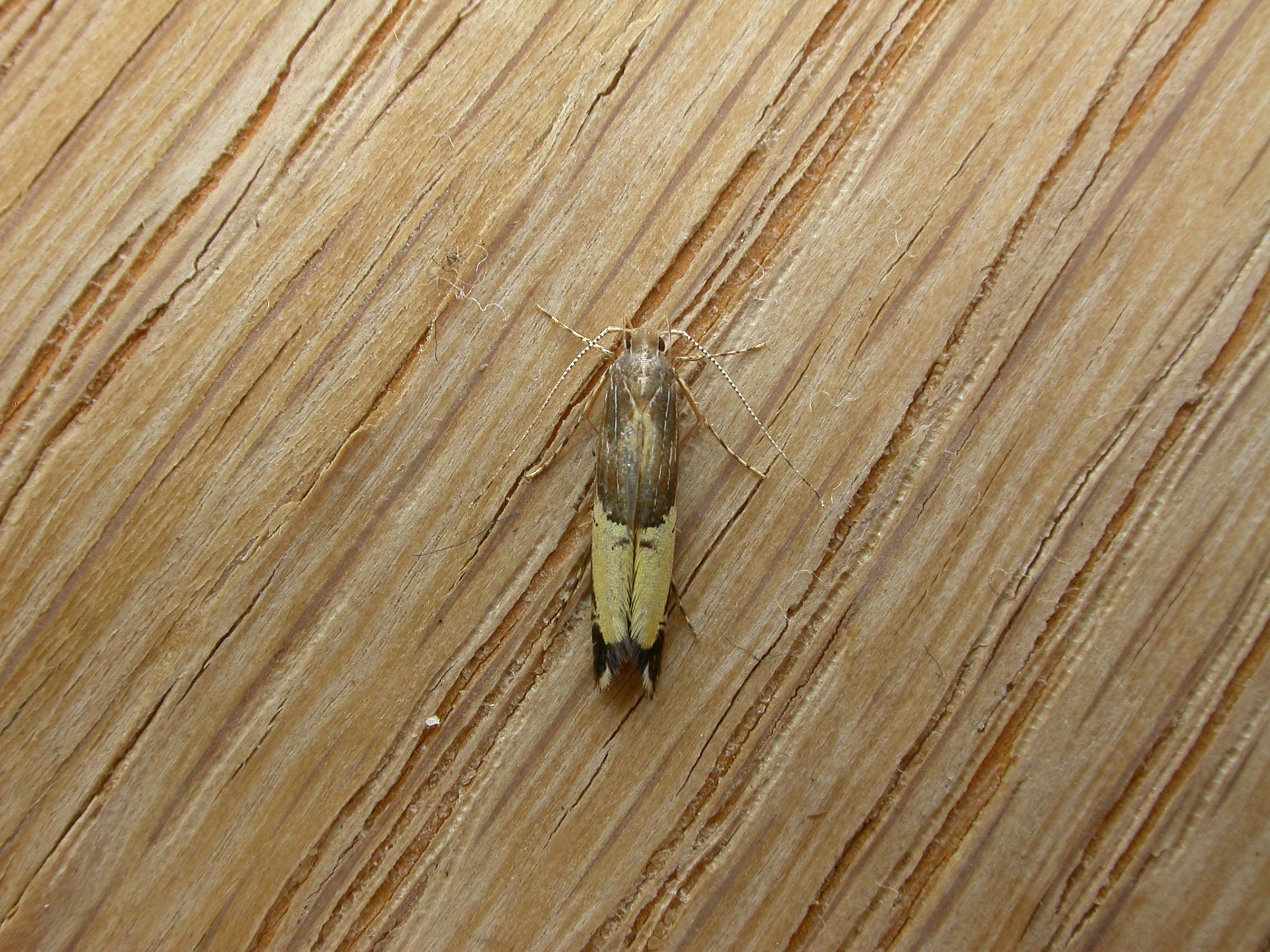